# 富蘭克林公園 (伊利諾伊州)
富蘭克林公園（英語：Franklin Park）是位於美國伊利諾伊州庫克縣的一個村落。

## 地理
富蘭克林公園的座標為41°56′02″N 87°52′24″W / 41.93389°N 87.87333°W，而該地最高點為海拔高度195米（即640英尺）。

## 人口
根據2010年美國人口普查的數據，富蘭克林公園的面積為12.35平方千米，當中陸地面積為12.35平方千米，而水域面積為0.00平方千米。當地共有人口18333人，而人口密度為每平方千米1,484人。